# Annibale Ninchi
Annibale Ninchi (Bologna, 20 novembre 1887 – Pesaro, 15 gennaio 1967) è stato un attore e drammaturgo italiano.

## Biografia
Nasce a Bologna il 20 novembre 1887 da Arnaldo e da Lidia Bedetti; il padre Arnaldo, di origini anconetane, è Colonnello del Genio. Nel 1903 si iscrive a Firenze alla Regia Scuola di recitazione Tommaso Salvini diretta da Luigi Rasi. Annibale Ninchi è stato il primo dei tanti Ninchi attori e persone di spettacolo; tra questi, il figlio Arnaldo, il fratello Carlo Ninchi e la figlia di suo cugino Ave Ninchi. Nel 1910 viene iniziato in Massoneria nella loggia XI Settembre 1860 di Pesaro. Nel 1910 si sposa con l'attrice Carla Pasquali e l'8 gennaio 1911 nasce il primo figlio Federico Ninchi. Il suo primo ruolo cinematografico da protagonista è in Scipione l'Africano di Carmine Gallone (1937), in cui ha una piccola parte anche suo fratello Carlo. Nei primi anni sessanta, Federico Fellini lo sceglie per interpretare il padre del suo alter ego cinematografico Marcello Mastroianni in due suoi capolavori: La dolce vita (1960, il padre di Marcello) e 8½ (1963, il padre di Guido).

## Attività teatrale

Annibale Ninchi interpreta L'Edipo a Colono (dall'archivio di famiglia).

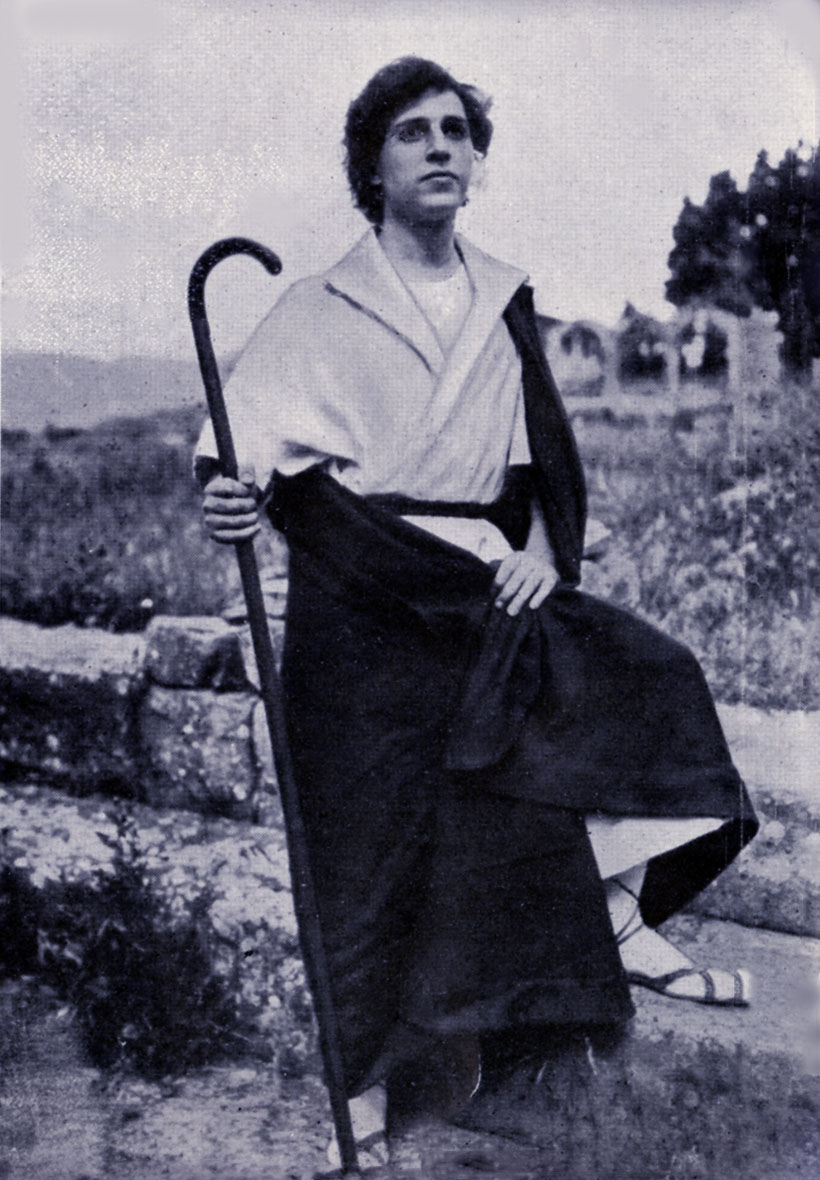
Annibale Ninchi nell'Aminta 1937

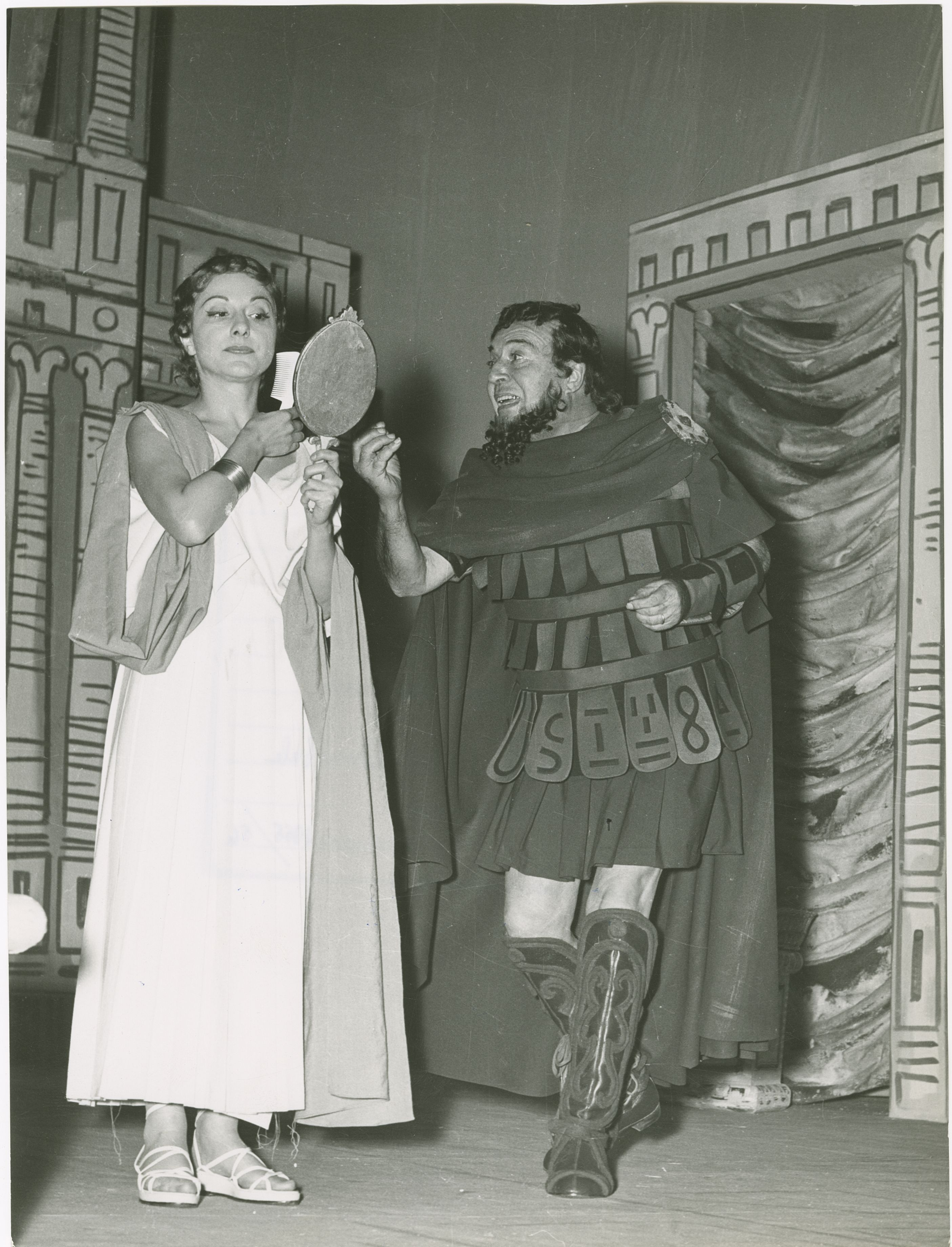
Annibale Ninchi con Valeria Valeri durante la rappresentazione della commedia Anfitrione di Plauto. Piccolo Teatro della Città di Genova, stagione teatrale 1955-56. Archivio storico del Touring Club Italiano.

Nel 1910 è primo attore giovane nella compagnia di Giacinta Pezzana e Flavio Andò. Nel 1911 entra a far parte come primo attore del teatro Argentina di Roma. Nel periodo 1914-1916 è direttore artistico della "Compagnia drammatica" di Roma.
Nel 1919 è capocomico della compagnia Ernesto Ferrero - Maria Letizia Celli; trionfa nella parte di Glauco nell'opera omonima di E. L. Morselli. Negli anni successivi crea la Compagnia drammatica italiana Annibale Ninchi della quale è primo attore.
Nel 1925, con la propria Compagnia di giro, interpreta Le cocù magnifique. Lo spettacolo viene sospeso dal Governo fascista.
Nel 1936 è Edipo a Colono al teatro greco di Siracusa per l'Istituto del dramma antico.
Nel 1937, per la Compagnia dannunziana, interpreta Aligi ne La figlia di Iorio di Gabriele D'Annunzio. Nello stesso anno, per l'Istituto del dramma antico di Siracusa, interpreta il Ciclope di Euripide.
Nel 1938, è capocomico nella Compagnia Ninchi-Abba-Pilotto, associata a Maria Melato.
Nel 1939, è protagonista ne Il ventaglio di Carlo Goldoni, in Aminta di Torquato Tasso, nell'Aiace di Sofocle ed in Ecuba di Euripide.
Nel 1944-1945 porta sulle scene del teatro Eliseo di Roma La guerra di Troia non si farà di Jean Giraudoux. Nello stesso anno è interprete delle tragedie shakespeariane Otello, Amleto, Macbeth e Re Lear.
Successivamente, debutta a San Miniato con la Veglia d'armi di Diego Fabbri e porta la pièce in tournée in tutta Italia. Interpreta in varie riprese il Cyrano de Bergerac di Edmond Rostand ed è Neri Chiaramantesi ne La cena delle beffe di Sem Benelli.
Nel 1957, per il Piccolo Teatro di Bolzano recita il Re Lear di William Shakespeare, per la regia di Fantasio Piccoli.
Nel 1965 a Napoli è il "grande inquisitore" in Santa Giovanna di George Bernard Shaw. Nello stesso anno interpreta Corruzione al Palazzo di Giustizia di Diego Fabbri.
Si ritira dalle scene nel 1966.

## Prosa radiofonica e incisioni
Per la radio italiana, ha recitato Aspettando Godot di Samuel Beckett, Il cardinale Lambertini di Alfredo Testoni, Il beffardo di Nino Berrini e molte altre pièces teatrali.
Per la radio svizzera, ha interpretato le principali tragedie del teatro greco classico.
Per la Fonit Cetra incide l'Iliade di Omero, Meriggio dalle "Laudi" di Gabriele D'Annunzio e Una mattina alla stazione d'autunno di Giosuè Carducci.

## Attività di scrittore e di insegnante
Annibale Ninchi ha scritto numerosi testi teatrali e anche un libro autobiografico, Annibale Ninchi racconta... (Pagine spregiudicate di un chierico-vagante). In questo libro, Annibale Ninchi narra la vita degli attori all'inizio del '900 nelle Compagnie di giro e la sua esperienza personale in quegli anni.
Ha insegnato per molti anni all'Accademia Nazionale di Arte Drammatica "Silvio D'Amico" di Roma.

## Produzione letteraria
- Caino (1922)
- Le colpe degli altri (1922)
- Orfeo (1923-25)
- L'altra verità (1923-25)
- Il Poeta Malandrino, Casa Editrice Alpes, 1929.
- Maschera d'oro (1931)
- Mirabeau (1934)
- Ufficiali bianchi (1942)
- Annibale Ninchi racconta... (Pagine spregiudicate di un chierico-vagante), Editore Nazzari e Ninchi, 1946, 297 pp.
- Un signore in grigio (1947)
- Il Tribuno innamorato, Editore G. Casini, 1955.
- L'ultima notte di Marlowe (1960)

## Collaborazioni con altri artisti
Per l'attività di interprete del teatro classico, Annibale Ninchi è stato in rapporti di amicizia con i principali studiosi del proprio tempo: Ettore Romagnoli, Manara Valgimigli, Concetto Marchesi. Ha avuto rapporti di amicizia anche con scrittori come Fabio Tombari, Diego Fabbri, E. L. Morselli, Cesare Giulio Viola, Cesare Vico Ludovici, Anton Giulio Bragaglia, Vincenzo Errante e Marino Moretti.

## Attività cinematografica
Di Annibale Ninchi, oltre ai film muti smarriti che ha interpretato, bisogna ricordare le interpretazioni in film sonori: ha recitato da protagonista in Fiordalisi d'oro di Giovacchino Forzano, poi ha interpretato il ruolo di Publio Cornelio Scipione nel film Scipione l'Africano, il primo kolossal italiano con audio sonoro, diretto da Carmine Gallone.
È presente anche in Adriana Lecouvreur per la regia di Guido Salvini, e persino in due film diretti da Federico Fellini, il quale riconosce in lui la figura idealizzata di suo padre: La dolce vita (1960) e 8½ (1963).
Recita anche in due produzioni francesi del 1961: Che gioia vivere di René Clément e in Desideri proibiti di Jean Valère.

## Filmografia

### Cinema muto
- Carmen, regia di Gerolamo Lo Savio (1909)
- Ninna nanna, regia di Guglielmo Zorzi (1914)
- Il grido dell'innocenza, regia di Augusto Genina (1914)
- La Gorgona, regia di Mario Caserini (1915)
- I pagliacci, regia di Francesco Bertolini (1915)
- L'ombra del sogno, regia di Rastignac (1917)
- La piccola fonte, regia di Roberto Roberti (1917)
- Il pastor fido, regia di Telemaco Ruggeri (1918)
- Le mariage de Chiffon, regia di Alberto Carlo Lolli (1918)

### Cinema sonoro
- Fiordalisi d'oro, regia di Giovacchino Forzano (1935)
- Scipione l'Africano, regia di Carmine Gallone (1937)
- Adrienne Lecouvreur, regia di Marcel L'Herbier (1938)
- Il diavolo in convento, regia di Nunzio Malasomma (1951)
- Non c'è amore più grande, regia di Giorgio Bianchi (1955)
- Adriana Lecouvreur, regia di Guido Salvini (1955)
- Papà Eccellenza, regia di Tat'jana Pavlovna Pavlova (1957)
- Medea, regia di Claudio Fino (1957)
- Vento del Sud, regia di Enzo Provenzale (1959)
- La dolce vita, regia di Federico Fellini (1960)
- Desideri proibiti (Les Grandes Personnes), regia di Jean Valère (1960)
- Costantino il Grande, regia di Lionello De Felice (1961)
- Che gioia vivere, regia di René Clément (1961)
- Quella sera sulla spiaggia, regia di Michel Boisrond (1961)
- Horace 62, regia di André Versini (1962)
- I lancieri neri, regia di Giacomo Gentilomo (1962)
- 8½, regia di Federico Fellini (1963)
- Edipo a Colono, regia di Maner Lualdi (1966)

## Doppiatori italiani
- Corrado Gaipa in Vento del Sud

## Prosa televisiva Rai
- Corruzione al Palazzo di giustizia di Ugo Betti, regia di Ottavio Spadaro (1966)
- Il giardino dei ciliegi di Čechov
- I nervi di Cechov

## Prosa radiofonica Rai
- I dialoghi di Platone, Critone e Fedone, regia di Pietro Masserano Taricco, trasmessa il 6 maggio 1953
- Le Dame e gli Ussari, di Aleksander Fredro, regia di Pietro Masserano Taricco, trasmessa il 28 maggio 1956.
- Guglielmo Tell, tragedia di F. Schiller, musiche di Guido Turchi, regia di Alberto Casella, trasmessa il 7 aprile 1959

## Onorificenze e riconoscimenti
- Commendatore e successivamente Grande ufficiale della Repubblica, a nomina del Presidente della Repubblica Italiana Luigi Einaudi.
- Premio Vallecorsi a Fabriano.
- Medaglia d'oro AGIS per la carriera.
- Medaglia d'Oro del Teatro Antico di Siracusa in riconoscimento delle interpretazioni del dramma greco classico.
- Premio Renato Simoni "Una vita per il Teatro".